# Square Madeleine-Tribolati
Le square Madeleine-Tribolati, anciennement square Robert-Blache, est un square du 10e arrondissement de Paris.

## Situation et accès
Le site est accessible par les rues Monseigneur-Rodhain et Robert-Blache, et situé en bout de la rue du Terrage.
Il est desservi par la ligne 7 à la station Château-Landon.

## Origine du nom
Parcelle de terrain sans historique, il prend le nom de la rue le jouxtant en 1946,, dédiée à Robert Blache (1898-1944), un communiste français, secrétaire de rédaction au journal L'Humanité, fusillé par les Allemands le 5 août 1944, pour délit d'opinion. En 1984 des travaux sont effectués, il est nommé « Jardin Valmy-Terrage »,.
En 2013, le square est renommé en hommage à Madeleine Tribolati (1905-1995), syndicaliste de la confédération française des travailleurs chrétiens (CFTC),.

## Historique
1984 correspond à l'année d'ouverture de l'espace sous le nom de « Jardin Valmy-Terrage ». En 1992, le journaliste Jacques Barozzi le décrit comme un petit jardin offrant quelques distractions pour les enfants du quartier, en disposant d'un toboggan et quelques jeux.
La mairie de Paris mentionne l'espace de jeux entouré par des massifs arbustifs de chèvrefeuille (Lonicera), d'aucubas et de lauriers-cerises (Prunus laurocerasus) du Caucase avec une voie plantée de prunus pissardii. En 2022, le square est mentionné comme « élément relais » appartenant aux corridors urbains de biodiversités (CUB) du 10e arrondissement.

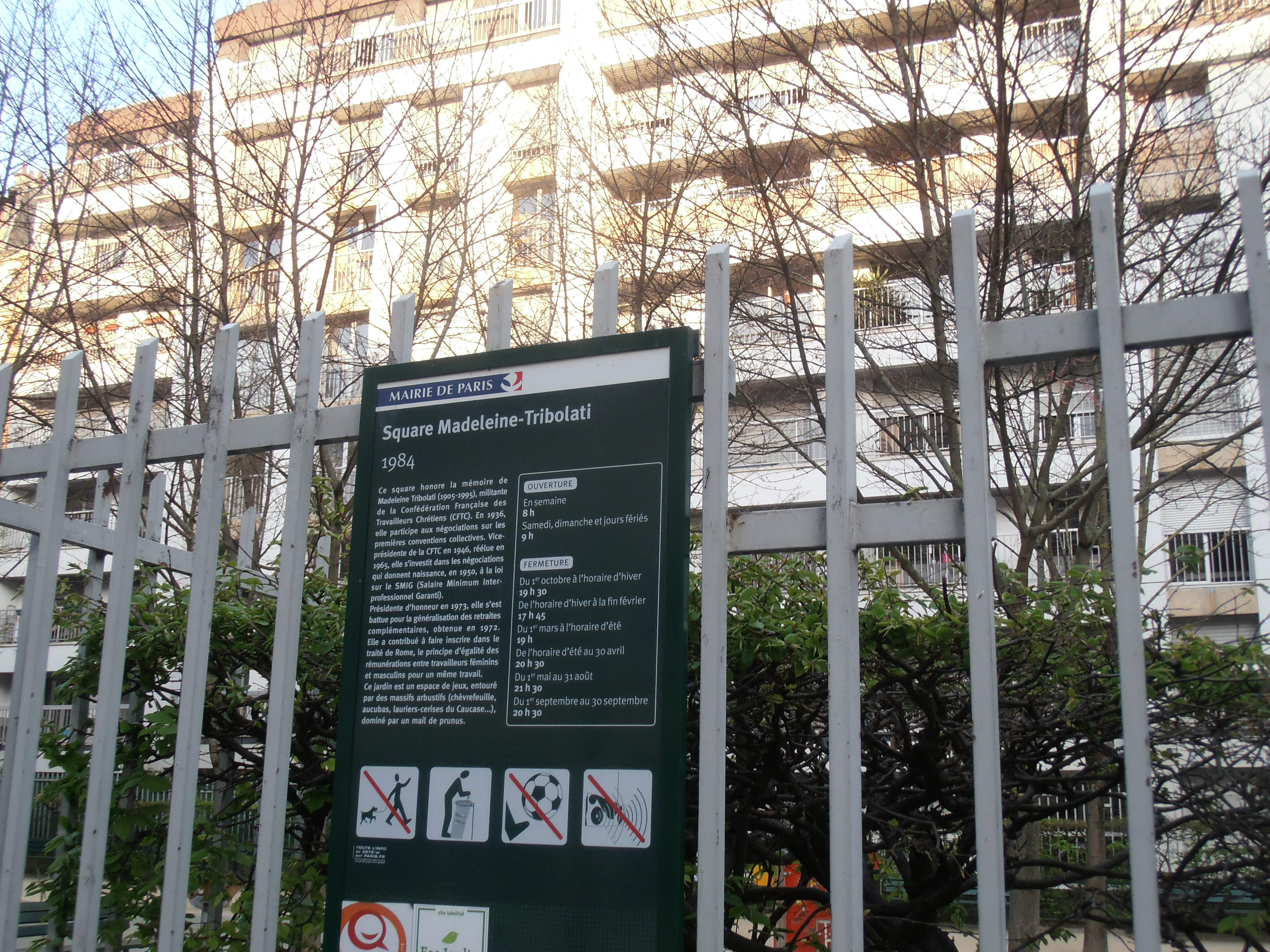
Panneau municipal retraçant la vie de la syndicaliste Madeleine Tribolati.
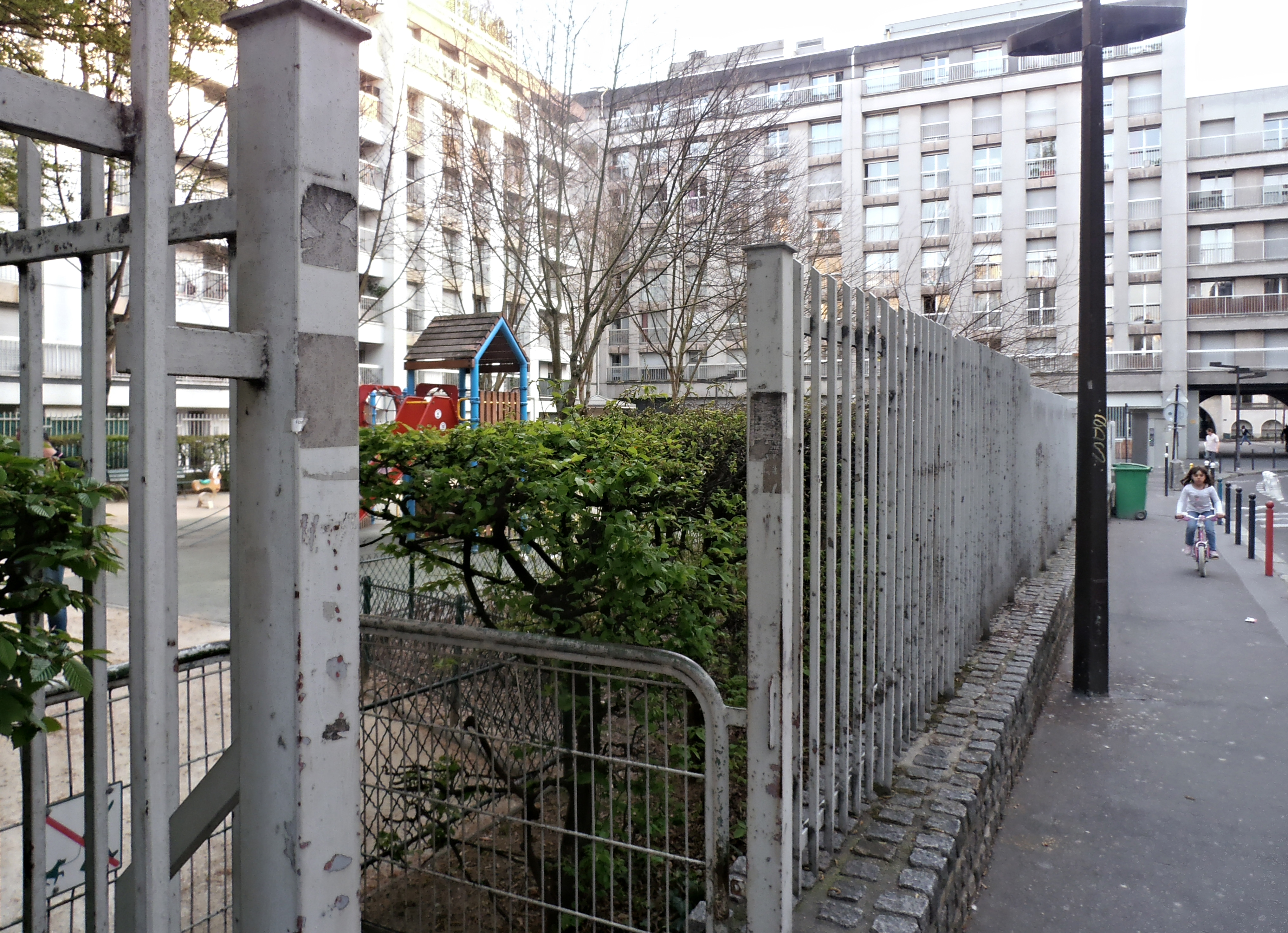
Vue du square depuis la rue Robert-Blache.